# Lucie Lucas
Lucie Lucas (24 de març del 1986, Asnières-sur-Seine) és una actriu i model francesa. És coneguda sobretot gràcies al seu paper de Clémentine Boissier, des de 2010, en la sèrie televisada Clem. Viu amb el seu marit i és mare de dues filles nascudes respectivament el 2010 i 2012.
Als nou anys, Lucie Lucas comença a assistir a classes de teatre, a continuació durant la seva adolescència s'inscriu en una agència de models. Debuta al cinema amb un paper en la pel·lícula 15 anys i mig l'any 2007. Amb Els Petits Homicidis de Agatha Christie debuta a la televisió l'any 2009. Esdevingué coneguda pel gran públic l'any 2010 gràcies al paper de Clémentine Boissier en la sèrie televisada Clem, difosa per la TF1, en la qual té el paper principal junt amb Victoria Abril. El febrer 2014, esdevé imatge de la marca de roba femenina Antonelle. El 7 de novembre de 2015, Lucie i Rayane Bensetti fan el lliurament d'un NRJ Music Awards als Fréro Delavega. El 25 de desembre de 2015, Rayane Bensetti anuncia a la seva pàgina de Facebook que actuarà amb Lucie en Cop de foudre a Jaipur, una ficció TF1, el rodatge de la qual es va fer el 2016 a l'Índia. El desembre 2015, Lucie va ser en el top 10 de les dones franceses més sexys darrere d'Alexandra Lamy.

## Filmografia
Cinema
- 2008 : 15 anys i mig de François Desagnat i Thomas Sorriaux
- 2009 : El Missioner de Roger Delattre
- 2016 : Porto, El meu Amor : Mati Vargnier
  - projecte : Aspecte de Lucie Lucas[réf. necessari] : Lucie Dupont[5]

Televisió
- 2009 : Els Petits Homicidis de Agatha Christie (episodi Am stram gram) de Stéphane Kappes (Seria TV) : Esther
- 2009 : Dones de llei (Seria TV) : Charlotte Rohmer
- 2009 : Un Flic (seria TV) : Bimbo
- 2010 : El Colom de Lorenzo Gabriele (Téléfilm) : Lucie Jourdain
- 2010 - en curs : Clem de Joyce Bunuel (Seria TV) : Clémentine Boissier-Thévenet, dita Clem
- 2013 : Els nostres veïns (seria) : Adeline, la baby-sitter de les Dubernet-Cartró
- 2013 : Clem en coloc : Clémentine Boissier, dita Clem
- 2014 : Nicolas El Floch : El Cadàver anglès de Philippe Bérenger, téléfilm : Agnès Guinguet[6]
- 2016 : El Secret d'Elegeixi : Christelle Bordat, l'ajudant social (època 1986)
- 2016 : Homicidis a l'Illa de Ré : Margaux Pelletier
- 2016 : Cop de foudre a Jaipur (Ficció TF1)

Vídeo-clip
- 2006 : Jealousy de Lucy
- 2013 : GMTA de CoolCoolCool